# Ллойд, Джордж, 1-й барон Ллойд
Джордж Ллойд, 1-й барон Ллойд Долобранский (англ. George Ambrose Lloyd, 1st Baron Lloyd of Dolobran; 19 сентября 1879 — 4 февраля 1941) — британский политик. Барон (с 1925 года).
Обучался в Итоне и кембриджском Тринити-колледже.
В 1918—1923 годах — губернатор Бомбей.
В 1925—1929 годах — верховный комиссар Великобритании в Египте.
В 1940—1941 годах — лидер Палаты лордов.
В 1940—1941 годах — министр колоний Великобритании.

## Личная жизнь
Был женат на Бланш Ласеллс (1880—1969) — внучке 4-го графа Харвуда и сестре личного секретаря британских монархов сэра Алана Ласеллса. После смерти Джорджа Ллойда титул барона унаследовал его единственный сын Александр (1912—1985).